# Placówka Straży Celnej „Brusiek”

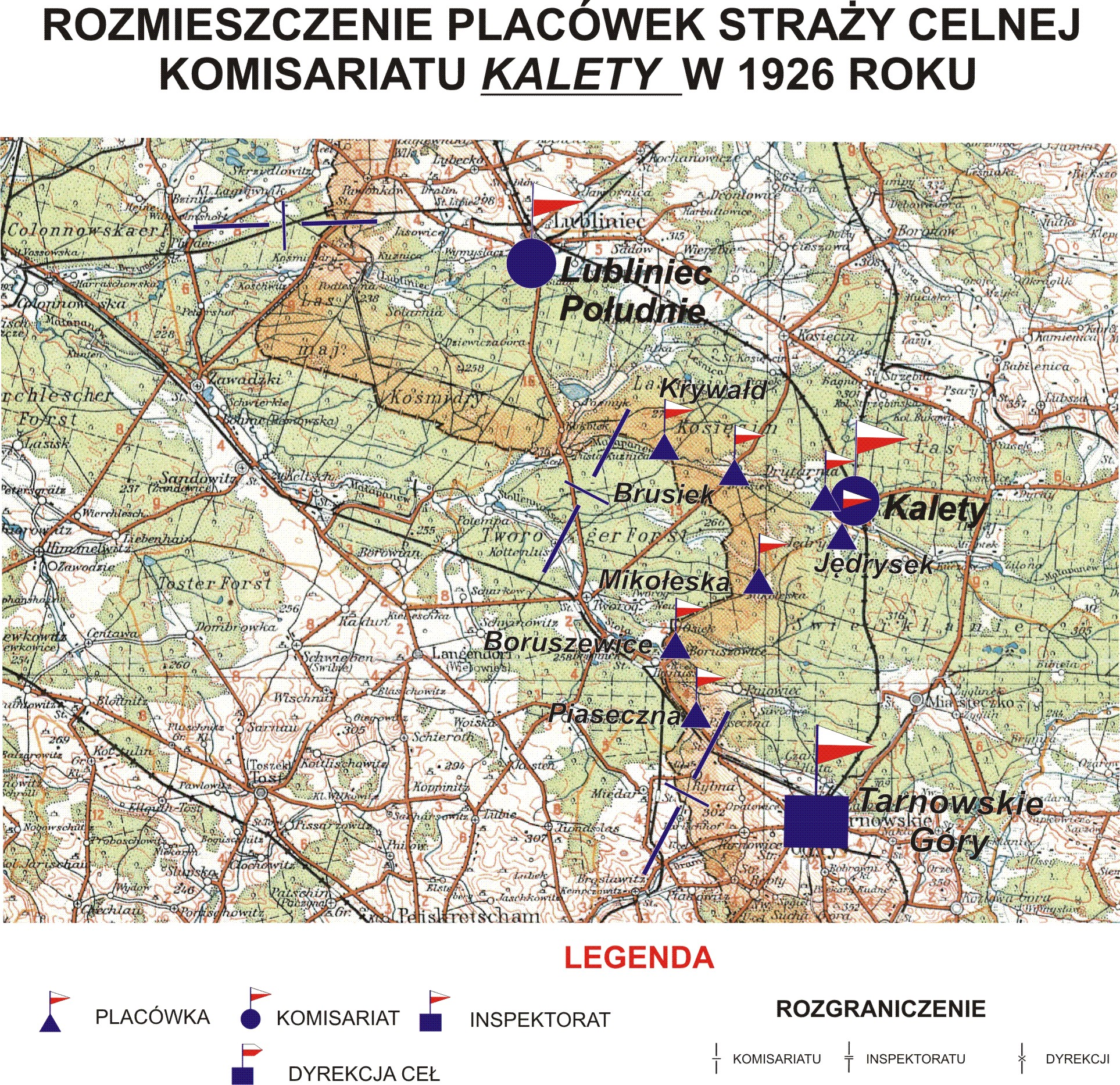
Rozmieszczenie placówek SC Komisariatu Kalety

Placówka Straży Celnej „Brusiek” – jednostka organizacyjna Straży Celnej pełniąca w okresie międzywojennym służbę ochronną na granicy polsko-niemieckiej.

## Formowanie i zmiany organizacyjne
Na wniosek Ministerstwa Skarbu, uchwałą z 10 marca 1920 roku, powołano do życia Straż Celną. Od połowy 1921 roku jednostki Straży Celnej rozpoczęły przejmowanie odcinków granicy od pododdziałów Batalionów Celnych. Proces tworzenia Straży Celnej trwał do końca 1922 roku. Placówka Straży Celnej „Brusiek” weszła w podporządkowanie komisariatu Straży Celnej „Kalety” z Inspektoratu SC „Tarnowskie Góry”.
W drugiej połowie 1927 roku przystąpiono do gruntownej reorganizacji Straży Celnej. W praktyce skutkowało to rozwiązaniem tej formacji granicznej. Ochronę północnej, zachodniej i południowej granicy państwa przejęła powołana z dniem 2 kwietnia 1928 roku Straż Graniczna.
Z dniem 8 marca 1928 placówka Piaseczna przekazana została do komisariatu „Tarnowskie Góry”, a 31 marca zlikwidowano placówkę „Krywałd“. Na bazie obsady tej ostatniej, z dniem 1 kwietnia utworzono placówkę II linii „Koszęcin”.  25 czerwca placówka „Brusiek” przekazana została do komisariatu „Lubliniec” (dawny Lubliniec południowy). W tym samym dniu zlikwidowano placówkę „Koszęcin”, a następnym dniu przekazano placówki „Mikołeska”, „Boruszowice”, „Kalety” i oddział konny do komisariatu „Tarnowskie Góry”. Z tym też dniem zlikwidowano też komisariat „Kalety”
Rozkazem nr 4 z 30 kwietnia 1928 roku w sprawie organizacji Śląskiego Inspektoratu Okręgowego dowódca Straży Granicznej gen. bryg. Stefan Pasławski powołał komisariatu SG „Lubliniec”. Placówka Straży Granicznej I linii „Brusiek” znalazła się w jego strukturze. Z rozwiązywanego komisariatu przekazana została 25 czerwca 1928 roku.

## Funkcjonariusze placówki
Kierownicy placówki
| stopień          | imię i nazwisko, numer | okres pełnienia służby | kolejne stanowisko |
| ---------------- | ---------------------- | ---------------------- | ------------------ |
| starszy strażnik | Ignacy Lis (563)       | był w 1926             |                    |
| przodownik       | Paweł Gołąbek          | był w 1928             |                    |

Obsada personalna placówki w 1926:
- starszy strażnik Ignacy Lis (563)
- starszy strażnik Jan Zug (1132)
- strażnik Franciszek Hochuł (326)
- strażnik Wacław Kuc (613)
- strażnik Franciszek Rejmoniak (850)
- strażnik Paweł Makulik (625)
- strażnik Antoni Wybraniec (925)
- strażnik Herman Maroń (628)